# Helge Larsen (Politiker)
Helge Larsen (* 15. April 1915 in Vester Åby Sogn; † 24. Januar 2000) war ein dänischer Politiker der Linksliberalen Partei RV (Radikale Venstre), der unter anderem zwischen 1956 und 1964 Mitglied des Parlaments (Folketing) sowie von 1968 bis 1971 Bildungsminister in der Regierung Baunsgaard war.

## Leben

### Studium, Jugendfunktionär und Journalist
Helge Larsen, Sohn des Molkereidirektors Johannes Larsen (1884–1965) und dessen Ehefrau Kamilla Hansine Larsen (1886–1951), besuchte zwischen 1922 und 1928 die Kommuneskole sowie von 1928 bis zur Vorprüfung (Præliminæreksamen) die Glamsbjerg Friskole. 1934 begann er ein Studium im Moderne Sprachen an der Odense Katedralskole, das er 1942 als candidatus magisterii in den Fächern Geschichte, Dänisch und Deutsch abschloss. Während des Studiums begann er sein politisches Engagement und war 1936 Vorstandsmitglied der Radikal Ungdom in Kopenhagen, der Jugendorganisation der Linksliberalen Partei RV (Radikale Venstre), sowie zugleich zwischen 1936 und 1941 Redakteur von deren Zeitung Radikal Ungdom. Er war zwischen 1940 und 1944 erneut Vorstandsmitglied der Radikal Ungdom in Kopenhagen und legte im Mai 1942 seine Pädagogische Prüfung an der 1787 gegründeten Vestre Borgerdydskole ab, dem heutigen Københavns åbne Gymnasium. Er war zwischen 1942 und 1943 Sekretär von Valdemar Koppel, der Chefredakteur und Herausgeber der Tageszeitung Politiken war, sowie von 1943 bis 1945 erneut Redakteur der Zeitung Radikal Ungdom. Zugleich war er zwischen 1943 und 1946 Sekretär der Radikale Venstre-Fraktion im Riksdag, dem damals aus den beiden Kammern Landsting und Folketing bestehenden Reichstag. Er unterrichtete zudem von 1944 bis 1945 als Zeitarbeitskraft (Årsvikar) am Østersøgades Gymnasium und war danach zwischen 1945 und 1950 Redakteur von Tidens Tanker. Nachdem er zwischen 1946 und 1947 als Zeitarbeitskraft an der Gentofte Statsskole unterrichtet hatte, war er von 1947 bis 1949 Honorarlehrer im Studentenkurs der Landes- und Hauptstadtgemeinden (Hovedstadskommunernes Studenterkursus).
Nachdem Larsen, der von 1948 bis 1950 stellvertretender Landesvorsitzender der Radikal Ungdom war, im März 1949 seine pädagogische Prüfung als Seminarlehrer abgelegt hatte, unterrichtete er als Hilfslehrer an der 1498 gegründeten Nykøbing Katedralskole und absolvierte 1950 einen Studienaufenthalt im damaligen UNO-Hauptquartier in Lake Success. Nach seiner Rückkehr war er zwischen 1950 und 1953 Vorsitzender der Vereinigung der Vereinten Nationen in der Nykøbing Falster Kommune und bewarb sich bei der Folketingswahl im April sowie im September 1953 für die Radikale Venstre im Wahlkreis Nykøbing Falsterkreds jeweils ohne Erfolg für eine Mandat im Folketing, dem nunmehrigen Einkammer-Parlament.

### Folketingmitglied und Bildungsminister

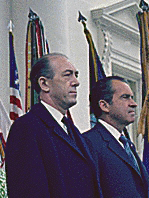
In der Regierung von Ministerpräsident Hilmar Baunsgaard war Larsen zwischen 1968 und 1971 Bildungsminister.

Am 29. Oktober 1956 wurde Helge Larsen im Wahlkreis Maribo Amtskreds für die Linksliberale Partei RV erstmals Mitglied des Folketing und gehörte diesem bis zum 22. September 1964 an. Während dieser Zeit war er zwischen 1956 und 1964 Sekretär des Folketing, von 1957 bis 1964 Delegierter im Nordischen Rat sowie zwischen 1962 und 1964 Mitglied des Auswärtigen Ausschusses (Det Udenrigspolitiske Nævn). Er engagierte sich von 1957 bis 1963 als Vorstandsmitglied des Rask-Ørsted Fondet, ein öffentlich finanzierter Fonds, der 1919 mit dem Ziel gegründet wurde, die dänische Beteiligung an der internationalen Forschungszusammenarbeit zu unterstützen, und unternahm 1958 eine Studienreise in die USA. Er war zwischen 1959 und 1968 außerdem Mitglied des Rundfunkrates (Radiorådet), des obersten Gremiums der öffentlich-rechtlich Rundfunkgesellschaft Danmarks Radio, sowie außerdem von 1959 bis 1968 Vorstandsmitglied der Staatlichen Fürsorgebehörde für Menschen mit geistigen Behinderungen (Statens Åndssvageforsorg). Daneben war von 1961 bis 1968 Vorstandsmitglied sowie zuletzt zwischen 1965 und 1968 Vorsitzender der Danske Selskab, eine 1940 gegründete Organisation zur Förderung und Verbreitung der dänischen Sprache und Kultur. Nach seinem Ausscheiden aus dem Parlament wurde er 1964 erst Lektor an der Nykøbing Katedralskole und war anschließend zwischen 1965 und 1968 Rektor des Gladsaxe Gymnasiums sowie von 1964 bis 1968 Mitglied des Hauptvorstandes des Naturschutzverbandes (Danmarks Naturfredningsforening).
Larsen, der bei der Folketingswahl 1968 im Wahlkreis Hellerupkreds ohne Erfolg für ein Mandat im Folketing kandidiert hatte, wurde am 2. Februar 1968 als Bildungsminister (Undervisningsminister) in die Regierung Baunsgaard berufen und bekleidete dieses bis zum Ende der Amtszeit der Regierung von Ministerpräsident Hilmar Baunsgaard am 11. Oktober 1971. Inmitten der Studentenrevolte leitete er Reformen in den meisten Teilen des Bildungssystems ein. Am weitreichendsten war das Verwaltungsgesetz (Styrelsesloven) von 1970 für Universitäten und Hochschulen. Es demokratisierte die Universitäten und schaffte die Autorität der Professoren ab, stieß aber dennoch auf heftige Kritik, z. B. von studentischer Seite.
Bei der Folketingswahl 1971 bewarb er sich im Wahlkreis Hellerupkreds sowie bei der Folketingswahl 1973 im Wahlkreis Roskildekreds wieder erfolglos für einen Sitz im Folketing. Er wurde 1974 wieder Mitglied des Rundfunkrates und war als Stellvertreter von Edele Kruchow vom 3. Oktober bis 3. November 1974, zwischen dem 23. und 29. März 1976 sowie noch einmal vom 3. bis 13. Dezember 1976 temporäres Mitglied des Parlaments (Midlertidigt folketingsmedlem).
Nach seinem Tode wurde er auf dem Friedhof Holmens Kirkegård im Kopenhagener Stadtteil Østerbro beigesetzt.

## Veröffentlichungen
- Kendsgerninger om Sydslesvig, 1946
- Politiske grundtanker, liberalisme og socialisme, Gyldendal, Kopenhagen 1948
- Socialliberale Tanker, 1950,
- De politiske partier, 1950 und 1964
- Kort besked om EF, Det Radikale Venstres Sekretariat, Christiansborg, 1972
- Avis, egn og folk, Holbæk Amts Venstreblad, 1980
- Det Radikale Venstre i medvind og modvind 1955–1980, Tidens Tankers Forlag, Kopenhagen 1980
- Aftenskolens historie i Danmark. Folkeoplysning i 200 år, Mitautoren Søren Eigaard, Harry Haue, Dansk folkeoplysnings samråd, Kopenhagen 1987